# ألاكوا كوكس
ألاكوا كوكس (مواليد 1997) هي ممثلة أمريكية ستقوم بدور إكو في مسلسل هوك.